# Jutta von Haase
Jutta von Haase (* 21. Dezember 1939) ist eine ehemalige deutsche Mittel- und Langstreckenläuferin.
1968 wurde sie sowohl in der Halle wie auch im Freien Deutsche Vizemeisterin über 800 Meter, und 1970 wurde sie Deutsche Hallenmeisterin über 1500 Meter. Bei den Leichtathletik-Halleneuropameisterschaften 1970 in Wien gewann sie als Schlussläuferin in der gemischten Staffel Silber.
Sie hatte eigentlich ihre sportliche Karriere schon beendet, als sie bei der Premiere des Berlin-Marathons 1974 startete. Da die Entwicklung des Langstreckenlaufs für Frauen noch in den Kinderschuhen steckte, war sie zuvor noch nie im Wettkampf länger als 1500 Meter gelaufen, und auch im Training hatte sie nur Strecken von allenfalls 20 Kilometer bewältigt. Dennoch siegte sie problemlos mit einer Zeit von 3:22:01 h.
1976 wurde sie Zweite beim Berlin-Marathon in 3:05:19 h, und 1977 wurde sie Fünfte der Deutschen Marathonmeisterschaft in 2:58:47 h. 1979 siegte sie zum zweiten Mal beim Berlin-Marathon in 3:07:07 h, und 1983 wurde sie bei diesem Rennen mit ihrer persönlichen Bestzeit von 2:53:43 h Siebte und Siegerin in der Altersklasse W40.
Jutta von Haase startete für den TSV Zehlendorf 88 und ab 1970 für die neugegründete LG Süd Berlin. Beruflich war sie Vorsitzende Richterin am Verwaltungsgericht Berlin.

## Persönliche Bestzeiten
- 800 m: 2:06,2 min, 25. August 1968, Zürich
- 1500 m: 4:22,8 min, 29. August 1970, Bonn
- Marathon: 2:53:43 h, 25. September 1983, Berlin